# سمنه، حماة
سمنه (به عربی: سمنة) یک روستا در سوریه است که در ناحیه مرکزی سلمیه واقع شده‌است. سمنه ۳۹۲ نفر جمعیت دارد.